# Brad Daugherty
Pour les articles homonymes, voir Daugherty.
Bradley Lee Daugherty, dit Brad Daugherty, né le 19 octobre 1965 à Black Mountain en Caroline du Nord (États-Unis), est un joueur américain de basket-ball.
Au sortir d'une bonne carrière universitaire, Daugherty est sélectionné en première position de la draft 1986. Après seulement 8 saisons en NBA pendant lesquelles il fait les beaux jours des Cavaliers de Cleveland, une hernie discale l'oblige à se retirer.

## Carrière universitaire
Brad Daugherty entre à l’université de North Carolina durant l’été 1982 alors que l’équipe de basket-ball surnommée les « Tar Heels » vient de remporter le championnat NCAA. Daugherty fait ses classes pendant 2 saisons dans l’ombre de certains des plus grands joueurs ayant porté, un jour, le maillot des Tar Heels; entre autres : Michael Jordan, James Worthy ou encore Sam Perkins. Au printemps 1984, Jordan et Perkins, sélectionnés respectivement aux 3e et 4e rangs de la draft, accèdent à la NBA où ils retrouvent Worthy choisi en première position un an auparavant. Dès lors, c’est Daugherty qui va porter l’équipe du campus sur ses larges épaules. Il boucle sa 3e année avec des moyennes de 17,3 points et 9,7 rebonds avant de réaliser une dernière saison de très haut niveau tournant à 20,2 points et 9 rebonds par match. Tous les observateurs lui prédisent alors un avenir doré en NBA.

## Carrière en NBA
Brad Daugherty ne déroge pas à l’habitude des « Tar Heels » des années précédentes en étant sélectionné au premier rang de la draft 1986 par les Cleveland Cavaliers. La franchise qui sort de plusieurs saisons difficiles compte sur ce pivot prometteur et d’autres joueurs issus de la même draft pour s’assurer un avenir plus radieux. Associé à Ron Harper et Mark Price, Daugherty réalise une première saison solide avec 15,7 points, 8,1 rebonds et 3,8 passes de moyenne. Alors que Chuck Person est élu meilleur débutant de l’année, l’ancien « Tar Heel » partage avec son coéquipier Harper l’honneur d’une sélection dans le All-Rookie Team (l’équipe type des débutants).
Dès la saison suivante, cette génération dorée, aidée par Larry Nance, décroche son billet pour les play-offs. Daugherty, devenu meilleur marqueur et rebondeur de l’équipe, participe au NBA All-Star Game 1988 au même titre que les stars de la ligue : Michael Jordan, Magic Johnson, Kareem Abdul-Jabbar ou Larry Bird. En 1988-1989, Daugherty, à nouveau All-Star, conduit les Cavaliers à ce qui était à l'époque (avant la saison 2008-2009) le meilleur bilan de l’histoire de la franchise avec 57 victoires pour 25 défaites. Alors qu’il tournait à 18,9 points par match en saison régulière, le pivot s’effondre en play-offs ne marquant que 55 points en 5 matches. Pour la 2e saison consécutive, les Cavs, pourtant donnés favoris, sont éliminés dès le premier tour par les Bulls de Chicago de Jordan et Pippen.
Une blessure contraint Daugherty à manquer les 41 premiers matches de la saison 1989-1990 mais il revient à temps pour aider les Cavaliers à atteindre les play-offs pour la 3e année consécutive. Ayant retenu les leçons du passé, il réalise une grande performance au premier tour. Ses 22,8 points et 9,6 rebonds par match associés au 20 points et 8,8 passes de Mark Price ne suffisent néanmoins pas pour passer l’obstacle 76ers. Loin d’être abattu, Daugherty réalise l’année suivante sa saison la plus accomplie. Il devient le premier joueur de la franchise (et toujours le seul) à compiler au moins 20 points et 10 rebonds par match sur une saison, performance qu’il réitèrera 3 années de suite, lui valant autant de nouvelles apparitions au All-Star Game. Mais Mark Price ne dispute que 16 matches en cette saison 1990-1991 et les Cavs ne se qualifient pas pour les phases finales.
L’erreur est réparée dès la saison suivante et Daugherty confirme qu’il est l’un des pivots dominants de la ligue. Il marque en moyenne 21,5 points, prend 10,2 rebonds et délivre 3,4 passes tout au long des 17 matches que les Cavaliers disputent en play-offs. Seuls les Bulls en route pour leur 2e titre sont capables de les arrêter. En récompense de leurs performances, Price et Daugherty sont élus dans le All-NBA Third Team (troisième équipe type de la ligue). Après une nouvelle saison en play-offs, Daugherty dispute en 1993-94 les 50 derniers matches de sa carrière à tout juste 28 ans. Éloigné des terrains dès février 1994 par une hernie discale, il manque les play-offs avant d’apprendre qu’il ne pourra plus jamais fouler les parquets.
Malgré une carrière réduite à 8 ans, Brad Daugherty a établi 4 records de la franchise de Cleveland qui tenaient encore en 2008 : meilleur marqueur avec 10389 points, meilleur rebondeur avec 5 227 prises, plus grand nombre de lancers francs tentés et marqués (3670 pour 2741 réussis); toutefois LeBron James a, à seulement 23 ans, battu le record de points en mars 2008. Daugherty apparaît aussi dans le top 10 pour les minutes jouées, le pourcentage de tirs réussis, le nombre de paniers tentés et marqués, la moyenne de points, les contres, les passes décisives et les interceptions. Il est également le seul joueur à avoir été choisi à l’unanimité par les 32 journalistes interrogés en 1999 pour désigner le 5 majeur idéal de l’histoire de la franchise.
Son maillot numéro 43 a été retiré par les Cavaliers le 1er mars 1997.

## Statistiques

### Saison régulière NBA
Statistiques en saison régulière de Brad Daugherty  :
| Saison        | Équipe        | Matchs | Titul. | Min./m | % Tir | % 3pts | % LF | Rbds/m. | Pass/m. | Int/m. | Ctr/m. | Pts/m. |
| ------------- | ------------- | ------ | ------ | ------ | ----- | ------ | ---- | ------- | ------- | ------ | ------ | ------ |
| 1986-1987     | Cleveland     | 80     | 80     | 33,7   | 53,8  | 0,0    | 69,6 | 8,10    | 3,80    | 0,60   | 0,80   | 15,70  |
| 1987-1988     | Cleveland     | 79     | 78     | 37,4   | 51,0  | 0,0    | 71,6 | 8,40    | 4,20    | 0,60   | 0,70   | 18,70  |
| 1988-1989     | Cleveland     | 78     | 78     | 36,2   | 53,8  | 33,3   | 73,7 | 9,20    | 3,70    | 0,80   | 0,50   | 18,90  |
| 1989-1990     | Cleveland     | 41     | 40     | 35,1   | 47,9  | 0,0    | 70,4 | 9,10    | 3,20    | 0,70   | 0,50   | 16,80  |
| 1990-1991     | Cleveland     | 76     | 76     | 38,8   | 52,4  | 0,0    | 75,1 | 10,9    | 3,30    | 1,00   | 0,60   | 21,60  |
| 1991-1992     | Cleveland     | 73     | 73     | 36,2   | 57,0  | 0,0    | 77,7 | 10,4    | 3,60    | 0,90   | 1,10   | 21,50  |
| 1992-1993     | Cleveland     | 71     | 71     | 37,9   | 57,1  | 50,0   | 79,5 | 10,2    | 4,40    | 0,70   | 0,80   | 20,20  |
| 1993-1994     | Cleveland     | 50     | 50     | 36,8   | 48,8  | 0,0    | 78,5 | 10,2    | 3,00    | 0,80   | 0,70   | 17,00  |
| Total         | Total         | 548    | 546    | 36,5   | 53,2  | 14,3   | 74,7 | 9,50    | 3,70    | 0,80   | 0,70   | 19,00  |
| All-Star Game | All-Star Game | 5      | 0      | 15,2   | 51,7  | 0,80   | 57,1 | 4,80    | 0,60    | 0,40   | 0,20   | 6,80   |

### Playoffs NBA
| Saison    | Équipe    | Matchs | Titul. | Min./m | % Tir | % 3pts | % LF | Rbds/m. | Pass/m. | Int/m. | Ctr/m. | Pts/m. |
| --------- | --------- | ------ | ------ | ------ | ----- | ------ | ---- | ------- | ------- | ------ | ------ | ------ |
| 1987-1988 | Cleveland | 5      | 5      | 40,8   | 46,0  | 0,0    | 67,7 | 9,20    | 3,20    | 0,40   | 1,40   | 15,80  |
| 1988-1989 | Cleveland | 5      | 5      | 33,4   | 36,2  | 0,0    | 60,0 | 9,20    | 2,40    | 1,20   | 1,00   | 11,00  |
| 1989-1990 | Cleveland | 5      | 5      | 37,2   | 58,6  | 0,0    | 69,6 | 9,60    | 4,00    | 0,40   | 0,80   | 22,80  |
| 1991-1992 | Cleveland | 17     | 17     | 40,4   | 52,8  | 0,0    | 81,4 | 10,20   | 3,40    | 0,60   | 1,00   | 21,50  |
| 1992-1993 | Cleveland | 9      | 9      | 39,6   | 55,7  | 0,0    | 80,0 | 11,70   | 3,40    | 0,70   | 0,80   | 18,70  |
| Total     | Total     | 41     | 41     | 39,0   | 51,9  | 0,0    | 75,6 | 10,20   | 3,30    | 0,70   | 1,00   | 19,10  |

## Palmarès
- Élu dans le All-NBA Rookie team (équipe type des meilleurs débutants) en 1987
- 5 sélections pour le NBA All-Star Game en 1988, 1989, 1991, 1992 et 1993
- Élu dans le All-NBA Third Team (troisième équipe type de la ligue) en 1992

Statistiques en carrière : 19,0 points / 9,5 rebonds / 3,7 passes en 548 matches de saison régulière (+ 41 en playoffs)

## Records sur une rencontre en NBA
Les records personnels de Brad Daugherty en NBA sont les suivants :
| Record de la franchise |

| Type de statistique        | Saison régulière | Saison régulière        | Saison régulière | Playoffs | Playoffs           | Playoffs      |
| Type de statistique        | Record           | Adversaire              | Date             | Record   | Adversaire         | Date          |
| -------------------------- | ---------------- | ----------------------- | ---------------- | -------- | ------------------ | ------------- |
| Points                     | 44               | Celtics de Boston       | 15 avril 1988    | 40       | Nets du New Jersey | 23 avril 1992 |
| Paniers marqués            | 15               | 2 fois                  | 2 fois           | 12       | 3 fois             | 3 fois        |
| Paniers tentés             | 25               | @ Pistons de Détroit    | 3 novembre 1990  | 22       | Nets du New Jersey | 23 avril 1992 |
| Paniers à 3 points réussis | 1                | 2 fois                  | 2 fois           | -        | -                  | -             |
| Paniers à 3 points tentés  | 2                | @ Knicks de New York    | 5 janvier 1993   | 1        | 2 fois             | 2 fois        |
| Lancers francs réussis     | 15               | @ 76ers de Philadelphie | 26 novembre 1991 | 16       | Nets du New Jersey | 23 avril 1992 |
| Lancers francs tentés      | 18               | 2 fois                  | 2 fois           | 17       | Nets du New Jersey | 23 avril 1992 |
| Rebonds offensifs          | 9                | @ Hornets de Charlotte  | 9 février 1993   | 7        | @ Bulls de Chicago | 5 mai 1989    |
| Rebonds défensifs          | 20               | @ Kings de Sacramento   | 8 mars 1991      | 16       | Nets du New Jersey | 9 mai 1993    |
| Rebonds totaux             | 24               | @ Kings de Sacramento   | 8 mars 1991      | 20       | Nets du New Jersey | 9 mai 1993    |
| Passes décisives           | 13               | Bullets de Washington   | 4 avril 1987     | 9        | 2 fois             | 2 fois        |
| Interceptions              | 5                | @ Celtics de Boston     | 4 février 1987   | 2        | 4 fois             | 4 fois        |
| Contres                    | 6                | SuperSonics de Seattle  | 14 novembre 1991 | 4        | Celtics de Boston  | 13 mai 1992   |
| Balles perdues             | 8                | 7 fois                  | 7 fois           | 6        | 2 fois             | 2 fois        |
| Minutes jouées             | 51               | 2 fois                  | 2 fois           | 47       | Nets du New Jersey | 23 avril 1992 |

## Revenus

### Salaires
| Année       | Équipe    | Salaire      |
| ----------- | --------- | ------------ |
| 1987-1988   | Cleveland | 887 500 $    |
| 1988-1989   | Cleveland | 987 500 $    |
| 1989-1990   | Cleveland | 1 100 000 $  |
| 1990-1991   | Cleveland | 1 320 000 $  |
| 1991-1992   | Cleveland | 2 245 000 $  |
| 1992-1993   | Cleveland | 2 923 000 $  |
| 1993-1994   | Cleveland | 3 541 000 $  |
| 1994-1995   | Cleveland | 3 800 000 $  |
| 1995-1996   | Cleveland | 4 700 000 $  |
| Total Gains |           | 21 504 000 $ |

## Après sa carrière NBA, le NASCAR
Brad Daugherty est fan de mécanique depuis très jeune. Après sa retraite du basket, il devient copropriétaire d'une écurie qui concoure aux NASCAR Craftsman Truck Series de 1997 à 1999, et depuis 2009 de l'écurie JTG Daugherty Racing en NASCAR. En tant que propriétaire, il remporte la course du Daytona 500 en 2023, devenant le premier propriétaire noir d'une écurie à l'emporter.